# Pilas (mitologia)
Pilas (en grec antic Πύλας), segons la mitologia grega, va ser un rei de Mègara, fill de Clesó i net de Lèlex.
Va donar en matrimoni la seva filla Pília a Pandíon, el successor de Cècrops a Atenes, que havia estat expulsat per una sedició provocada pels fills de Mecíon. Més endavant, Pilas va matar Biant, el germà del seu pare, i es va haver d'exiliar. Aleshores va confiar el seu reialme a Pandíon, i es va dirigir al Peloponès, on va fundar la ciutat de Pilos a Messènia. En va ser expulsat per Neleu i va marxar a fundar la Pilos de l'Èlida.